# Liste bedeutender Bremerhavener Bauwerke
In der Liste bedeutender Bremerhavener Bauwerke werden von ausgewählten Bauwerken, die Stadtteile, die Bauzeit bzw. die Baufertigstellung, die Architekten und Baumeister mit Bürositz sowie die Bauherren (die Städte ohne die Zusatzbezeichnungen Gemeinde oder Stadt) aufgeführt. Die Liste beschränkt sich auf Bremerhaven und das Stadtbremische Überseehafengebiet Bremerhaven.

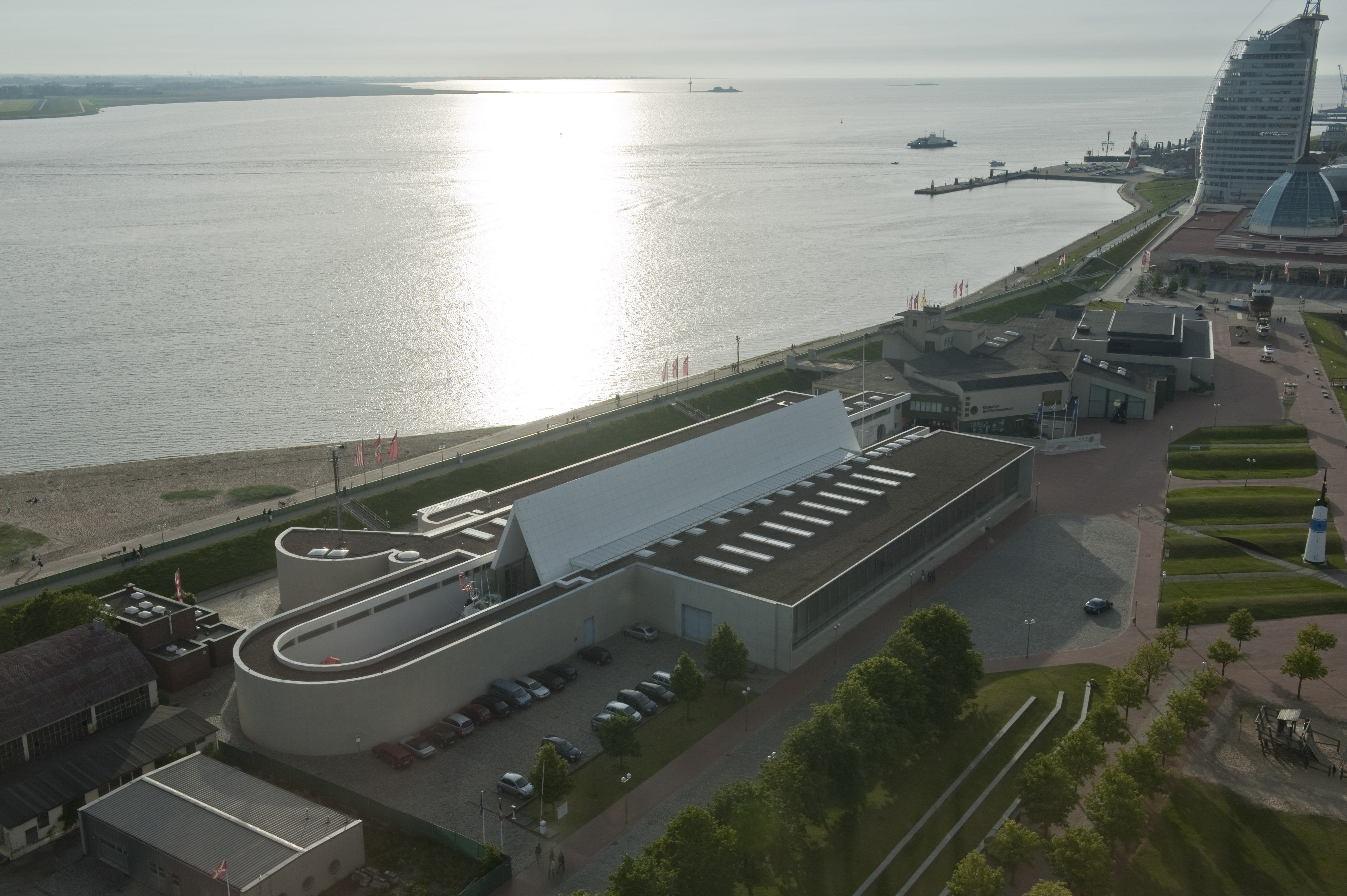
Vorne: Deutsches Schifffahrtsmuseum Erweiterungsbau von Dietrich Bangert, dann Hauptgebäude von Hans Scharoun, dahinter Atlantic Hotel von Thomas Klumpp

Hinweis: Die Seestadt Bremerhaven bestand früher aus den Gemeinden oder Städten Bremerhaven (heute Mitte), Lehe, Geestemünde und Wulsdorf sowie ab 1924 Wesermünde.

## Bildung, Forschung
| Gebäude                                    | Ort            | Zeit      | Architekten/Planer                                   | Bauherr              | Bemerkung                                              | Bild                                   |
| ------------------------------------------ | -------------- | --------- | ---------------------------------------------------- | -------------------- | ------------------------------------------------------ | -------------------------------------- |
| Alfred-Wegener-Institut, AWI               | Mitte          | 1985      | Oswald Mathias Ungers, Köln                          | AWI-Stiftung         | In: Architektur Bremen/Bremerhaven                     | Alfred-Wegener-Institut, Gebäude D     |
| AWI-Erweiterung                            | Mitte          | 2004      | Otto Steidle & Partner, München                      | AWI-Stiftung         |                                                        |                                        |
| Geschwister-Scholl-Schule                  | Mitte          | 1969      | Horst Grützner, Heinz Gestering, Bremerhaven         | Bremerhaven          | In: Architektur Bremen/Bremerhaven BDA-Belobigung 1974 |                                        |
| Goetheschule                               | Mitte          | 1956      | Coldewey, Hochbauamt Bremerhaven                     | Bremerhaven          | 1994 Denkmalschutz                                     |                                        |
| Hochschule Bremerhaven, Haus K, L und V    | Mitte          | 1985 1989 | Gottfried Böhm, Köln                                 | Land Bremen          |                                                        |                                        |
| Hochschule Bremerhaven, Haus S             | Mitte          | 2005      | Johannes Kister, Scheithauer, Gross, Köln            | Land Bremen          | BDA-Preis 2006                                         |                                        |
| Hochschule Bremerhaven, Haus T             | Mitte          | 2011      | Kister, Scheithauer, Gross, Köln                     | Land Bremen          |                                                        |                                        |
| Hochschule Bremerhaven, Haus M und Z       | Mitte          | 1998      | Friedrich Steinigeweg mit Böhm - Götsch, Bremen/Köln | Land Bremen          |                                                        |                                        |
| Humboldtschule                             | Geestemünde    | 1930      | Wilhelm Kunz, Wesermünde                             | Geestemünde          | 2004 Denkmalschutz                                     |                                        |
| Gymnasium Wesermünde                       | Geestemünde    | 1972      | Heinz Gestering, Heinz Otten; Bremerhaven            | Landkreis Wesermünde | In: Architektur Bremen/Bremerhaven BDA – Preis 1974    |                                        |
| Lessingschule Schule am Ernst-Reuter-Platz | Lehe           | 1906      |                                                      | Lehe                 |                                                        |                                        |
| Pestalozzischule                           | Mitte          | 1910      | Julius Hagedorn, Bremerhaven                         | Bremerhaven          | 2010 Denkmalschutz                                     |                                        |
| Mensa Schulzentrum Carl von Ossietzky      | Geestemünde    | 2013/14   | Schultz Sievers Architektur; Bremerhaven             | Stadt                | BDA-Preis 2014                                         |                                        |
| Thünen-Institute Bremerhaven               | Fischereihafen | 2017      | Staab Architekten, Berlin                            | Thünen-Institut      | BDA-Preis 2018                                         | Thünen-Institute in Bremerhaven (2019) |
| Wilhelm-Raabe-Schule                       | Geestemünde    | 1908      | Karl von Zobel, Geestemünde                          | Geestemünde          | 2010 Denkmalschutz                                     |                                        |

## Büro-, Bank- und Geschäftsbauten
| Gebäude                                                                    | Ort         | Zeit      | Architekten/Planer                                            | Bauherr                                  | Bemerkung                                                  | Bild                       |
| -------------------------------------------------------------------------- | ----------- | --------- | ------------------------------------------------------------- | ---------------------------------------- | ---------------------------------------------------------- | -------------------------- |
| Haus Bürgermeister-Smidt-Straße 162/166 früher Allgemeine Ortskrankenkasse | Mitte       | 1928      | Heinrich Jäger                                                | AOK Bremerhaven                          | 1996 Denkmalschutz                                         |                            |
| Arbeitsamt Bremerhaven, Grimsbystraße 1                                    | Mitte       | 1993      | Peter P. Schweger, Hamburg                                    | Bundesanstalt für Arbeit                 | In: Bauwelt, 25/1993                                       | Arbeitsagentur Bremerhaven |
| Atlantic Hotel Sail City                                                   | Mitte       | 2008      | Thomas Klumpp, Bremen                                         | Atlantic Hotels                          | Büros ab Etage 9                                           |                            |
| Columbus-Center                                                            | Mitte       | 1975/82   | ASAD-Darmstadt, Weber, Gestering; Bremerhaven                 | Neue Heimat und Stadt                    | In:Architektur Bremen/Bremerhaven                          |                            |
| Früheres Haus des Handwerks                                                | Mitte       | 1905      | Franz (oder Friedrich) Hasselmann                             | Martin Hoffmann                          | In: Architektur Bremen/Bremerhaven, 1994 Denkmalschutz     |                            |
| Industrie- und Handelskammer                                               | Geestemünde | 1909 1966 | Karl von Zobel, Geestemünde Karl Franzius, Theodor Rosenbusch | IHK Geestemünde IHK Bremerhaven          | 2010 Denkmalschutz                                         |                            |
| Karstadt Warenhaus                                                         | Mitte       | 1958      | Walter Brune, Düsseldorf                                      | Karstadt AG                              |                                                            |                            |
| Landratshaus Lehe, Bürohaus Lange Straße 123                               | Lehe        | 1830      |                                                               | Amt Lehe                                 | 1978 Denkmalschutz                                         |                            |
| OKK Bremerhaven und Wesermünde: Verwaltungsgebäude Elbinger Platz          | Geestemünde | 1966      | Helmut Bohnsack                                               | Ortskrankenkasse                         | BDA-Lob 1974; nach Eröffnung des Neubaus (2015) abgerissen |                            |
| Rathaus Lehe Verwaltungsgebäude                                            | Lehe        | 1887      | Carl Pogge                                                    | Lehe                                     | 1984 Denkmalschutz                                         |                            |
| Rogge: Verwaltungs- und Lagergebäude, Am Leuchtturm 10                     | Mitte       | 2001      | Gestering, de Vries, Wurster, Bremerhaven                     | Unternehmensgruppe Gustav W. Rogge       | In: Neue Architektur in Bremerhaven                        |                            |
| Sasse: Verwaltungsgebäude, Seeborg 17                                      | Wulsdorf    | 2016      | Cathrin Schulz, Kathrin Sievers, Bremerhaven                  | Elektro Sasse GmbH                       | In: Tag der Architektur 2016                               |                            |
| Schich: Büro- und Werkstattgebäude                                         | Geestemünde | 1982      | Berghof, Landes Rand; Frankfurt                               | Fa. Schich                               | In: Architektur Bremen/Bremerhaven                         |                            |
| Seeamt Bremerhaven                                                         | Mitte       | 1898      |                                                               | Land Bremen                              | 1984 Denkmalschutz                                         |                            |
| Villa Seedorf, ex Standesamt                                               | Lehe        | 1877      | Unbekannt                                                     | Friedrich Seedorf                        | 1976/78 Denkmalschutz                                      |                            |
| time Port II                                                               | Mitte       | 2006      | HTP Husemann, Timmermann + Partner                            | BIS und ISL Bremerhaven                  |                                                            |                            |
| time Port III                                                              | Mitte       | 2008      | BOF Hamburg                                                   | BIS Bremerhaven                          | BDA-Preis 2010                                             |                            |
| Verwaltungszentrum ex Reichspostamt Geestemünde                            | Geestemünde | 1902      | Postbaurat Schäffer, Bremen                                   | Reichspost                               | 2010 Denkmalschutz                                         |                            |
| Verwaltungszentrum Alt-Geestemünde, ex Hauptzollamt                        | Geestemünde | 1908      | Stüdemann, Neuber; Berlin                                     | Deutsches Kaiserreich                    | 2010 Denkmalschutz                                         |                            |
| Viehmarktsbank der Unterweserstädte                                        | Lehe        | 1928–1929 | Heinz Ulrich                                                  | Viehmarktsbank der Unterweserstädte GmbH | 1999 Denkmalschutz                                         |                            |
| Weser-Elbe-Sparkasse                                                       | Mitte       | 19??      |                                                               | Sparkasse Bremerhaven                    |                                                            |                            |

## Kultur
| Gebäude                                       | Ort            | Zeit       | Architekten/Planer                                      | Bauherr                                     | Bemerkung                           | Bild                                                                      |
| --------------------------------------------- | -------------- | ---------- | ------------------------------------------------------- | ------------------------------------------- | ----------------------------------- | ------------------------------------------------------------------------- |
| Deutsches Auswandererhaus                     | Mitte          | 2005/2012  | Andreas Heller, Hamburg                                 | Bremerhaven                                 |                                     |                                                                           |
| Deutsches Schifffahrtsmuseum                  | Mitte          | 1969/75    | Hans Scharoun, Berlin                                   | Leibniz-Gemeinschaft                        | 2005 Denkmalschutz                  |                                                                           |
| Deutsches Schifffahrtsmuseum, Erweiterungsbau | Mitte          | 2000       | Dietrich Bangert, Berlin                                | Leibniz-Gemeinschaft                        | In: Bauwelt: 32/1999                |                                                                           |
| Fischbahnhof                                  | Fischereihafen | 1996       | Westphal, Bremerhaven                                   |                                             |                                     |                                                                           |
| Kino Aladin                                   | Lehe           | 1956       | Heinz Feuerhack                                         | Günter Hansel                               | 2010 Denkmalschutz                  |                                                                           |
| Klimahaus Bremerhaven                         | Mitte          | 2009       | Thomas Klumpp, Bremen                                   | Bremerhaven                                 |                                     |                                                                           |
| Kunsthalle                                    | Mitte          | 1964 1991  | Gerhard Müller-Menckens, Bremen S.&J.Grube, Bremerhaven | Kunstverein Bremerhaven                     | In: Neue Architektur in Bremerhaven | Kunsthalle Bremerhaven, Karlsburg 4 (2018)                                |
| Kunstmuseum Bremerhaven                       | Mitte          | 2007       | HKP, Hannover                                           | Städtische Wohnungsgesellschaft Bremerhaven |                                     |                                                                           |
| Morgensternmuseum                             | Geestemünde    | 1991 1993  | Bendig und, Wessels; Nordenham                          | Bremerhaven                                 | In: Neue Architektur in Bremerhaven |                                                                           |
| Magazin Morgensternmuseum                     | Geestemünde    | 1999       | Wolfgang Ehlers, Bremerhaven                            | Bremerhaven                                 | In: Neue Architektur in Bremerhaven | Magazingebäude des Historischen Museums Bremerhaven, An der Geeste (2020) |
| Parktor Speckenbüttel                         | Lehe           | 1896       | Heinrich Lagershausen, Lehe                             |                                             | 2010 Denkmalschutz                  |                                                                           |
| Stadttheater Bremerhaven                      | Mitte          | 1911 1952  | Oskar Kaufmann, Berlin                                  | Bremerhaven                                 | 1977 Denkmalschutz                  |                                                                           |
| Zoo am Meer                                   | Mitte          | 1928, 2004 | 1928 ? Herwig, Jaenisch, Wittig, Hannover               | Bremerhaven                                 | ex Tiergrotten                      |                                                                           |

## Kirchen und Gemeindezentren
Alle vor 1900 gebauten Kirchen stehen unter Denkmalschutz.
| Gebäude                                                          | Ort                   | Zeit         | Architekten/Planer             | Bauherr                   | Bemerkung                                   | Bild |
| ---------------------------------------------------------------- | --------------------- | ------------ | ------------------------------ | ------------------------- | ------------------------------------------- | ---- |
| St. Ansgar                                                       | Leherheide            | 1974         | Jo Filke                       | Kath. Kirche              |                                             |      |
| Bürgermeister-Smidt-Gedächtniskirche: Pastoren- und Gemeindehaus | Mitte                 | 1953         | Karl Franzius Otto Schildt     | Ev. Kirche                |                                             |      |
| Bürgermeister-Smidt-Gedächtniskirche, Große Kirche               | Mitte                 | 1855 1958/60 | Simon Loschen, Karl Franzius   | Ev. Kirche                | 1978 Denkmalschutz                          |      |
| Christuskirche                                                   | Geestemünde           | 1875         | Conrad Wilhelm Hase, Hannover  | Ev. luth. Kirche          | 2002 Denkmalschutz                          |      |
| Dionysiuskirche Lehe Alte Kirche                                 | Lehe                  | 1310 1803    | Obristlieutnant Müller, Stade  | Ev. luth. Kirche          | 1975 Denkmalschutz                          |      |
| Dionysiuskirche Wulsdorf                                         | Wulsdorf              | 1313         |                                | Ev. luth. Kirche          |                                             |      |
| Friedhofskapelle                                                 | Geestemünde           | 1931         | Wilhelm Allers                 | Ev. luth. Gemeinde        | Denkmalschutz                               |      |
| Herz-Jesu-Kirche Lehe                                            | Lehe                  | 1911         | Maximilian Jagielski, Hannover | katholische Kirche        | 2002 Denkmalschutz                          |      |
| Herz-Jesu-Kirche Geestemünde                                     | Geestemünde           | 1911         | Heinrich Flügel, Bremen        | katholische Kirche        |                                             |      |
| Kreuzkirche (Bremerhaven)                                        | Mitte                 | 1877 1952    | Unbekannt                      | Ev. luth. Kirche          | 1944 zerstört                               |      |
| Kirche Maria Unbefleckte Empfängnis                              | Mitte                 | 1867 1952    |                                | katholische Kirche        | 1944 zerstört 1952 veränderter Wiederaufbau |      |
| Marienkirche                                                     | Geestemünde           | 1420 1436    | Conrad Wilhelm Hase, Hannover  | Ev.-luth. Kirche          | 1977 Denkmalschutz                          |      |
| Pauluskirche                                                     | Lehe                  | 1905 1953    | Eduard WendebourgHans Siegers  | Ev. luth. Kirche          | 2002 Denkmalschutz                          |      |
| Petruskirche                                                     | Geestemünde- Grünhöfe | 1967         | Carsten Schröck, Bremen        | Ev.-Luth.-Petrus-Gemeinde | 2013 Denkmalschutz                          |      |

## Hotels und Gastronomie
| Gebäude                  | Ort                               | Zeit            | Architekten/Planer                                       | Bauherr         | Bemerkung                                          | Bild                                                                                  |
| ------------------------ | --------------------------------- | --------------- | -------------------------------------------------------- | --------------- | -------------------------------------------------- | ------------------------------------------------------------------------------------- |
| Atlantic Hotel Sail City | Mitte                             | 2008            | Thomas Klumpp, Bremen                                    | Atlantic Hotels | Hotel bis Etage 8                                  |                                                                                       |
| Hotel Fitness-Center,    | Fischereihafen, Am Schaufenster 7 | 1999 2001       | Iffi Wübben, Bremerhaven                                 | Comfort Hotel   | In: Neue Architektur in Bremerhaven BDA-Preis 1998 | Comfort Hotel und Fitness-Center am Schaufenster Fischereihafen in Bremerhaven (2008) |
| Nordsee-Hotel            | Mitte                             | 1956–1957       | Karl Franzius, Bremerhaven Innenarchitekt Rudolf Störmer |                 |                                                    | Nordsee Hotel vor der Umgestaltung (2011)                                             |
| Strandhalle              | Mitte                             | 1913 Umbau 1989 | Julius Hagedorn, Peter Weber, Bremerhaven                | Bremerhaven     | In: Architektur Bremen/Bremerhaven                 |                                                                                       |

## Kranken-, Sozial- und Pflegeeinrichtungen
| Gebäude                                       | Ort                               | Zeit    | Architekten/Planer           | Bauherr               | Bemerkung                                                                                  | Bild |
| --------------------------------------------- | --------------------------------- | ------- | ---------------------------- | --------------------- | ------------------------------------------------------------------------------------------ | ---- |
| Altengerechte Service-Wohnungen               | Lehe, Abbestr. 1                  | 2001    | Wolfgang Ehlers, Bremerhaven | Hansa-Gruppe          | In: Neue Architektur in Bremerhaven                                                        |      |
| Elisabethhaus Bremerhaven                     | Geestemünde                       | um 2000 | Westphal, Bremerhaven        | Diakonisches Werk     | BDA-Preis                                                                                  |      |
| Krankenhaus Lehe ab 1976 u. a. Gesundheitsamt | Lehe                              | 1906    | Heinrich Lagershausen, Lehe  | Lehe                  | 2010 Denkmalschutz                                                                         |      |
| Haven Hospiz Bremerhaven                      | Gaußstraße 110, 27580 Bremerhaven | 2023    | Moritz Greiling, Bremen      | Specht-Gruppe, Bremen | Erstes stationäres Hospiz in Bremerhaven Ausgewähltes Gebäude zum Tag der Architektur 2024 |      |
|                                               |                                   |         |                              |                       |                                                                                            |      |

## Produktion, Gewerbe, Versorgung
| Gebäude                                         | Ort            | Zeit           | Architekten/Planer                  | Bauherr     | Bemerkung                          | Bild |
| ----------------------------------------------- | -------------- | -------------- | ----------------------------------- | ----------- | ---------------------------------- | ---- |
| Auktions- und Packhalle X, Fischauktionsstraße  | Fischereihafen | 1929           | Emil Vogel, Wucherpfennig, Karl Zeh | Preußen     | 2013 Denkmalschutz                 |      |
| Schich: Büro- und Werkstattgebäude              | Geestemünde    | 1982           | Berghof, Landes Rand; Frankfurt     | Fa. Schich  | In: Architektur Bremen/Bremerhaven |      |
| Wasserturm Hafenstraße Schwoon’scher Wasserturm | Lehe           | 1853 1861 1897 | Simon Loschen, Bremen               | Lehe        | 1984 Denkmalschutz                 |      |
| Wasserturm Langener Landstraße                  | Lehe           | 1885/86        | Walter Pfeffer, Halle               | Bremerhaven | 2013 Denkmalschutz                 |      |
| Wasserturm Geestemünde An der Mühle 33          | Geestemünde    | 1891           | Walter Pfeffer / Otto Intze         | Geestemünde | 1984 Denkmalschutz                 |      |
| Wohnwasserturm Wulsdorf                         | Wulsdorf       | 1927           | Wilhelm Kunz, Wesermünde            | Wesermünde  | 1975 Denkmalschutz                 |      |

## Sportbauten
| Gebäude                        | Ort   | Zeit     | Architekten/Planer                                | Bauherr                | Bemerkung                      | Bild |
| ------------------------------ | ----- | -------- | ------------------------------------------------- | ---------------------- | ------------------------------ | ---- |
| Eisarena Bremerhaven           | Mitte | 2011     | KSP Jürgen Engel, Braunschweig                    | Bremerhaven            | Fischtown Pinguins Bremerhaven |      |
| Eisstadion Bremerhaven         | Lehe  | bis 2011 |                                                   | Stadthalle Bremerhaven | abgerissen                     |      |
| Nordsee-Stadion, Am Stadion 10 | Lehe  | 1975     |                                                   | Bremerhaven            | OSC Bremerhaven                |      |
| Stadthalle Bremerhaven         | Lehe  | 1996     | Goldapp, Bremen; Grannemann & Mielke, Bremerhaven | Bremerhaven            | 6000 Plätze                    |      |

## Verkehr und Kommunikation
| Gebäude                                                          | Ort               | Zeit                | Architekten/Planer                           | Bauherr                                       | Bemerkung                               | Bild |
| ---------------------------------------------------------------- | ----------------- | ------------------- | -------------------------------------------- | --------------------------------------------- | --------------------------------------- | ---- |
| Alte Geestebrücke                                                | Mitte Geestemünde | 1904                | Regierungsbaumeisters Schubert               | Wasserbauinspektion Geestemünde               | 1976 Denkmalschutz                      |      |
| Bahnhof Lehe                                                     | Lehe              | 1914                | Ernst Moeller, Altona                        | Preußische Staatseisenbahnen                  | 2010 Denkmalschutz                      |      |
| Bremerhaven Hauptbahnhof                                         | Geestemünde       | 1914                |                                              | Preußische Staatseisenbahnen                  | 2012 Denkmalschutz                      |      |
| Columbusbahnhof/Kreuzfahrtzentrum                                | Häfen (Bremen)    | 1958–1962 2002–2003 | Helmut Bohnsack Jost Westphal                | Hansestadt Bremisches Amt / bremenports       |                                         |      |
| Brücke Klußmannstraße                                            | Geestemünde       | 1861                | Heinrich Adolf Buchholz, Emden               | Geestemünde                                   | 2010 Denkmalschutz                      |      |
| Eisenbahndrehbrücke                                              | Häfen (Bremen)    | 1931                | Baurat Arnold Agatz, Bremen                  | Bremen                                        | größte Eisenbahndrehbrücke Deutschlands |      |
| Flughafen Luneort                                                | Fischereihafen    | 1991–1996           | Werner Grannemann / Rolf Mielke, Bremerhaven | Flughafenbetriebsgesellschaft Bremerhaven mbH | Stillgelegt                             |      |
| Fußgängerzone Bürgermeister-Smidt-Straße (Bürger)                | Mitte             | 1978/80             | PSA Darmstadt: Jourdan, Müller, Berghof      | Bremerhaven                                   | In: Architektur Bremen/Bremerhaven      |      |
| Kennedybrücke und Sturmflutsperrwerk                             | Geestemünde/Mitte | 1963/1961           | Hansestadt Bremisches Amt                    | Bremerhaven                                   |                                         |      |
| Klappbrücken mit Maschinenhäusern zwischen Altem und Neuen Hafen | Mitte             | 1925–27             | Oberbaurat Paul Beck, Bremerhaven            | Land Bremen                                   | 1992 Denkmalschutz                      |      |
| Oberfeuer Bremerhaven                                            | Mitte             | 1853/56             | Simon Loschen, Bremen                        | Land Bremen                                   | 1984 Denkmalschutz                      |      |
| Unterfeuer Bremerhaven                                           | Mitte             | 1893                | Hafenbaudirektor Rudolf Rudloff              | Land Bremen                                   | 1992 versetzt                           |      |
| Leuchtturm Brinkamahof, heute Wohnhaus                           | Fischereihafen    | 1911                |                                              | Geestemünde                                   | 1980 zum Yachthafen versetzt            |      |
| Leuchtfeuer Geestemündung#Nordfeuer                              | Mitte             | 1914                |                                              | Bremerhaven                                   | 2001 Denkmalschutz                      |      |
| Leuchtturm Kaiserschleuse, Pingelturm                            | Mitte             | 1900                | Hafenbaudirektor Rudolf Rudloff              | Land Bremen                                   | 1984 Denkmalschutz                      |      |
| Nordschleuse und Maschinenhäuser                                 | Häfen (Bremen)    | 1926/28             | Baurat Arnold Agatz/Karl Felge, Bremen       | Bremen                                        | 2001 Denkmalschutz                      |      |
| Richtfunkturm                                                    | Mitte             | 1962/65             | Bremen                                       | Wasser- und Schifffahrtsamt Bremerhaven       | Höhe: 107,3 Meter                       |      |

## Wohnbauten
Alphabetische Reihenfolge vorrangig nach Orts- und dann nach Objektbezeichnis
| Gebäude                                                                     | Ort         | Zeit          | Architekten/Planer                            | Bauherr                                    | Bemerkung                                              | Bild                                                |
| --------------------------------------------------------------------------- | ----------- | ------------- | --------------------------------------------- | ------------------------------------------ | ------------------------------------------------------ | --------------------------------------------------- |
| Wohnanlage Anton-Schumacher-Straße                                          | Mitte       | 1921/25       | Julius Hagedorn, Stindt, Jäger                | Städtische Wohnhausbauten                  | 2005 Denkmalschutz                                     |                                                     |
| Mietshausanlage Batteriestraße                                              | Lehe        | 1908          | Wilhelm Dardat, Lehe                          | Reinhard Rebstock                          | 1981 Denkmalschutz                                     |                                                     |
| Wohnanlage Berg- und Talstraße                                              | Geestemünde | 1982          | Gert Schulze, Bremen                          | Neue Heimat                                | In: Architektur Bremen/Bremerhaven                     |                                                     |
| Reihenhäuser Bleßmann- und Elbestraße                                       | Geestemünde | 1937          | Hans Scharoun, Bremerhaven                    | Bremerhavener Wohnungsbau                  | In: Architektur Bremen/Bremerhaven                     |                                                     |
| Wohnanlage Brinkama-Hof                                                     | Weddewarden | 1981          | Peter Weber, Bremerhaven                      | Bauherrengemeinschaft                      | In: Architektur Bremen/Bremerhaven                     |                                                     |
| Wohnhaus Bürgermeister-Smidt-Straße 120                                     | Mitte       | 1954          | Karl Franzius                                 | Stäwog Bremerhaven                         | 2009 Denkmalschutz                                     |                                                     |
| Wohnhausgruppe X, Bürgermeister-Smidt-Straße 173–185                        | Mitte       | 1929          | Julius Hagedorn, Fritz Boysen                 | Stadt Bremerhaven                          | 2009 Denkmalschutz                                     |                                                     |
| Wohnanlage Bürgermeister-Smidt-Straße 187–193                               | Mitte       | 1929/30       | Willy Rump                                    | Gemeinnützige Wohnungsfürsorge Bremerhaven | 2009 Denkmalschutz                                     |                                                     |
| Wohnanlage Bürgermeister-Smidt-Straße 224–245                               | Mitte       | 1935/39       | Hans Scharoun                                 | Wohnungsbaugenossenschaft Bremerhaven      | In: Architektur Bremen/Bremerhaven                     |                                                     |
| Villa Busse                                                                 | Wulsdorf    | 1894–1895     | Georg Fäsenfeldt                              | Friedrich Busse                            |                                                        |                                                     |
| Columbus-Center                                                             | Mitte       | 1975/82       | ASAD-Darmstadt, Weber, Gestering; Bremerhaven | Neue Heimat                                | In: Architektur Bremen/Bremerhaven                     |                                                     |
| Bürgerhäuser, Deichstraße                                                   | Mitte       | 1983/86       | Peter Weber                                   | Verschiedene                               | In: Architektur Bremen/Bremerhaven                     |                                                     |
| Wohnhaus Deichstraße 38                                                     | Mitte       | 1869          | Unbekannt                                     | Unbekannt                                  | 1982 Denkmalschutz                                     |                                                     |
| Hochhaus Freigebiet 1                                                       | Mitte       | 1954          | Helmut Günther                                | GEWOG / Neue Heimat                        | Gleitschnellbauverfahren                               | Hochhaus Freigebiet in Bremerhaven (2008)           |
| Villa Giese, Lange str.72                                                   | Lehe        | 1895          | Carl Pogge                                    | August Giese                               | 1984 Denkmalschutz                                     |                                                     |
| Wohnhausgruppe Hafenstraße 42–48                                            | Lehe        | 1903/06       | Wilhelm Rogge H.F. Kistner                    |                                            | 1980 Denkmalschutz                                     |                                                     |
| Wohnhaus Hafenstraße 192                                                    | Lehe        | 1908          | A. Brünjes, Lehe                              |                                            | 1979 Denkmalschutz                                     |                                                     |
| Wohnhausgruppe Gildemeisterstraße 4–10                                      | Mitte       | 1903/09       | 4/6:Bräutigam 8/10:Stoffregen                 | H.F. Kistner                               | 1977 Denkmalschutz                                     |                                                     |
| Ensemble Goethe-, Adolf-, Heinrich-, Gnesener- und Körnerstraße (47 Häuser) | Lehe        | 1893 bis 1913 | Verschiedene                                  | Verschiedene                               | 1976 Denkmalschutz. In: Architektur Bremen/Bremerhaven |                                                     |
| Villa Hanssen, Krumme Straße 18                                             | Lehe        | 1898          | Carl Pogge                                    | Hanssen                                    | 1982 Denkmalschutz                                     |                                                     |
| Haus Hoffmeyer                                                              | Mitte       | 1935          | Hans Scharoun, Berlin                         | H. Hoffmeyer                               | 1994 Denkmalschutz                                     |                                                     |
| Wohnhausgruppe An der Karlstadt 29–35                                       | Mitte       | um 1860       | Unbekannt                                     | Verschiedene                               | 1979 Denkmalschutz                                     |                                                     |
| Villa Kistner                                                               | Lehe        | 1897          | H.F. Kistner                                  | Kistner                                    | 1980 Denkmalschutz                                     |                                                     |
| Quartier Klushof                                                            | Lehe        | 2015          | Hans-Joachim Ewert (Stäwog)                   | Stäwog Bremerhaven                         | 2018 Bremer Wohnbaupreis                               |                                                     |
| Wohnanlage Lloydstraße                                                      | Mitte       | 1958          | Hans Siedentopf                               |                                            | 2011 Denkmalschutz                                     |                                                     |
| Haus Martin-Donandt-Platz 22                                                | Mitte       | 1905          | Friedrich Hasselmann                          | Martin Hoffmann Haus des Handwerks         | 1994 Denkmalschutz                                     |                                                     |
| Villa Rabien                                                                | Mitte       | 1903          | Wilhelm Rogge                                 | August Rabien                              | 1979 Denkmalschutz                                     |                                                     |
| Ensemble Rudelsburg                                                         | Lehe        | 1899          | H.F. Kistner, Lehe                            | Brüggemann                                 | 1980 Denkmalschutz                                     |                                                     |
| Haus Schuchmann                                                             | Geestemünde | 1922          | Heinrich Jäger                                | Hermann Schuchmann                         | 1979 Denkmalschutz                                     |                                                     |
| Villa Seebeck Deichstraße 15                                                | Mitte       | 1908          | Johann Allers                                 | Georg Seebeck                              | 2009 Denkmalschutz                                     |                                                     |
| Wohnanlage Spar- und Bauverein, Fritz-Reuter-Straße 42/52                   | Lehe        | 1929          | Ernst Cappelmann                              | Spar- und Bauverein Lehe                   | 2009 Denkmalschutz                                     |                                                     |
| Wohnhäuser Waldstraße 3–11                                                  | Geestemünde | 1912/25       | Krohne, Ehbrecht, Hus, Hoffmeyer              | Verschiedene                               | In: Architektur Bremen/Bremerhaven                     |                                                     |
| Wohnanlage Weserterrassen am Vorhafen                                       | Mitte       | 2001          | Martin Hech, Hamburg                          | Spies Immobilien                           | In: Neue Architektur in Bremerhaven                    | Gebäudekomplex Weserterrassen in Bremerhaven (2007) |
| Wohnwasserturm Wulsdorf                                                     | Wulsdorf    | 1927          | Wilhelm Kunz, Wesermünde                      | Wesermünde                                 | 1978 Denkmalschutz                                     |                                                     |

## Kriterien für bedeutende Bauwerke
1. Denkmalgeschützte Gebäude.
2. Aufnahme in Architekturführern wie Architektur in Bremen und Bremerhaven der Architektenkammer von 1988, Neue Architektur in Bremen, baumeister-Exkursion von 1995 (Nr. 22), Neue Architektur in Bremen und Bremerhaven, Hg. vom Bausenator 2001, Schriftenreihe vom Bremer Zentrum für Baukultur (b.zb), der architekturführer bremen.de des b.zb, die Schriftenreihe zum Tag der Architektur der Architektenkammer in Bremen.
3. Darstellung in einer der großen Architekturzeitschriften wie Bauwelt, Baumeister, DBZ – Deutsche Bauzeitschrift, Arch+, Der architekt, Deutsches Architektenblatt.
4. BDA – Preis im Land Bremen (Preisträger und lobende Erwähnung)
5. Gebäude von international bedeutenden Architekten.